# Cruïlles, Monells i Sant Sadurní de l'Heura
Cruïlles, Monells i Sant Sadurní de l'Heura (em catalão e oficialmente) ou Cruilles, Monells y San Sadurní (em castelhano) é um município da Espanha na comarca de Baix Empordà, província de Girona, comunidade autónoma da Catalunha. Tem 99,83 km² de área e em 2021 tinha 1 327 habitantes (densidade: 13,3 hab./km²).

## Demografia
| Variação demográfica do município entre 1991 e 2004 | Variação demográfica do município entre 1991 e 2004 | Variação demográfica do município entre 1991 e 2004 | Variação demográfica do município entre 1991 e 2004 |
| --------------------------------------------------- | --------------------------------------------------- | --------------------------------------------------- | --------------------------------------------------- |
| 1991                                                | 1996                                                | 2001                                                | 2004                                                |
| 1054                                                | 1099                                                | 1090                                                | 1201                                                |